# Холт (тауншип, округ Маршалл, Миннесота)
Холт (англ. Holt) — тауншип в округе Маршалл, Миннесота, США. На 2000 год его население составило 147 человек.

## География
По данным Бюро переписи населения США площадь тауншипа составляет 87,3 км², из которых 87,3 км² занимает суша, водоёмов нет.

## Демография
По данным переписи населения 2000 года здесь находились 147 человек, 61 домохозяйство и 46 семей. Плотность населения —  1,7 чел./км². На территории тауншипа расположено 68 построек со средней плотностью 0,8 построек на один квадратный километр. Расовый состав населения: 99,32 % белых и 0,68 % приходится на две или более других рас. Испанцы или латиноамериканцы любой расы составляли 0,68 % от популяции тауншипа.
Из 61 домохозяйств в 26,2 % воспитывались дети до 18 лет, в 67,2 % проживали супружеские пары, в 3,3 % проживали незамужние женщины и в 23,0 % домохозяйств проживали несемейные люди. 21,3 % домохозяйств состояли из одного человека, при том 11,5 % из — одиноких пожилых людей старше 65 лет. Средний размер домохозяйства — 2,41, а семьи — 2,74 человека.
21,1 % населения младше 18 лет, 6,8 % в возрасте от 18 до 24 лет, 19,0 % от 25 до 44, 30,6 % от 45 до 64 и 22,4 % старше 65 лет. Средний возраст — 46 лет. На каждые 100 женщин приходилось 96,0 мужчин. На каждые 100 женщин старше 18 приходилось 100,0 мужчин.
Средний годовой доход домохозяйства составлял 28 750 долларов, а средний годовой доход семьи —  30 000 долларов. Средний доход мужчин —  32 500  долларов, в то время как у женщин — 18 750. Доход на душу населения составил 13 720 долларов. За чертой бедности находились 8,3 % семей и 12,8 % всего населения тауншипа, из которых 23,5 % младше 18 лет.